# Kautzky József (színművész)
| Kautzky József                            | Kautzky József                            |
| Kattints az alábbi külső linkek egyikére! | Kattints az alábbi külső linkek egyikére! |
| ----------------------------------------- | ----------------------------------------- |
| Nem található szabad kép.(?)              |                                           |
| külső link · jogvédett                    | Portréja az Újságmúzeum.hu-n              |

Kautzky József (Soroksár, 1927. január 15. – Budapest, 2019. február 20.) Jászai Mari-díjas magyar színész.

## Életpályája
1946-1948 között a Színház- és Filmművészeti Főiskolán tanult, de diplomát nem szerzett. 1948–49-ben a Debreceni Csokonai Színházban 1949-től 1952-ig a Pécsi Nemzeti Színházban játszott. 1952 és 1958 között a Magyar Néphadsereg Színházában lépett fel. 1955-ben Csiky Gergely: A nagymama című darabjának olvasópróbáján ismerte meg Kállay Ilonát, akivel később házasságot kötött. 1953 és 2004 között 71 játék- és tévéfilmben játszott. Első filmes szerepe az 1953-ban készült A harag napja című filmben volt. 1958–1996 között a Jókai Színház, a Petőfi Színház, a Thália Színház, az Arizona Színház, a Művész Színház tagja volt. Színpadi szerepei közül kiemelkedik Gosztonyi János A néma énekesnő című komédiájában Martini úr megformálása. 2019. február 20-án hunyt el.

## Családja
Apja (idősebb) Kautzky József labdarúgó, anyja Lantos Irén. (Ifjabb) Kautzky Józsefnek három fiútestvére született: Kautzky Norbert költő, író, (idősebb) Kautzky Armand, valamint a szintén színész Kautzky Ervin, akinek a fia, (ifjabb) Kautzky Armand is színész. Apjához hasonlóan fiatal korában (ifjabb) Kautzky József is futballozott, és az NB II-es Debreceni Kinizsiig jutott. Első felesége Spányik Éva színésznő volt, aki két fiúgyermeket hozott a világra, de az első halva született. Második fia autószerelő lett, akitől már unokája is született. Válása után másodjára Kállay Ilona színésznővel kötött házasságot, akinek már volt egy lánya az előző házasságából, akit még főiskolásként szült.

## Színházi szerepei
- Tuli József: Vallomás... Laci (Kamara Varieté)
- Coburn: Kopogós römi... Weller Martin (Soproni Petőfi Színház)
- Fekete Sándor: A Lilla-villa titka... Dali elvtárs a megyéből (Gyulai Várszínház)
- Friedrich Dürrenmatt: Búcsúkeringő – Játsszunk Strindberget!... Kurt (Jászai Mari Színház)
- Korognai Károly: Virágot Algernonnak... Nemur (Székesfehérvári Vörösmarty Színház)
- Zerkovitz Béla: Csókos asszony... Salvator (Székesfehérvári Nyári Színház)
- Magnier: Mona Marie mosolya... Carlier (Vidám Színpad)
- Chiara: Jöjjön el egy kávéra hozzánk... A prépost (Újpest Színház)
- Peter Shaffer: Játék a sötétben... Georg Banberger, milliomos (Népház-Játékszín)
- Jean Kerr: Mary, Mary... Oscar Nelson (Vörösmarty Színház)
- Molnár Ferenc: Olympia... Plata-Ettingen herceg, tábornok (Vörösmarty Színház)

### Debreceni Csokonai Színház
- Pjotr Andrejevics Pavlenko: Boldogság
- Anton Szemjonovics Makarenko: Az új ember kovácsa... Versnyev
- Móricz Zsigmond: Úri muri... Lekenczey
- Viktor Tyipot: Szibériai rapszódia... Borisz Aljenics, zongoraművész
- Harriet Beecher Stowe: Tamás bátya kunyhója... Haley, rabszolgakereskedő
- Molière: Tartuffe... Damis
- Johann Strauss: Tavaszi hangok... Schluss, borbély
- William Shakespeare: Szentivánéji álom... Demetrius
- George Bernard Shaw: Szerelmi házasság... Dr. Harry Trench
- Tabi László: A piros sapkás lány... Dömöczky
- Richard Brinsley Sheridan: A rágalom iskolája... Charles Surface
- Molière: Scapin furfangjai... Octave
- Shakespeare: Othello... Cassio
- Vagyim Szobko: A második front mögött... Kramer
- Földes Mihály: Mélyszántás... Schramm
- Nyikolaj Vasziljevics Gogol: Leánynéző... Kocskarjov Ilja Fomics
- Szigligeti Ede: Liliomfi... Liliomfi
- Lope de Vega: A kertész kutyája... Octavio
- Carlo Goldoni: Két úr szolgája... Truffaldino
- Makszim Gorkij: Kispolgárok... Pjotr
- Urbán Ernő: Gál Anna diadala... Csillag Sándor
- Adujev: Dohányon vett kapitány... Anton Szvinyin
- Hámos György: Aranycsillag... Hudák

### Magyar Néphadsereg Színháza
- Kárpáthy Gyula: Zrínyi... Strozzi, lovastábornok
- Forgács István: Vándormadarak... Géza, főművezető
- Marcel Pagnol: Topáz... Roger de Berville
- Lev Nyikolajevics Tolsztoj: Szellemesek (A felvilágosodás gyümölcsei)... Vaszilij
- George James: Robin Hood... Ellerby
- Csiky Gergely: A nagymama... álmán
- Hauptmann: Naplemente előtt... Wolfgang
- William Shakespeare: A makrancos hölgy... Hortensio
- Gyárfás Miklós: Koratavasz... Ifjú úriember
- Lavrenyov: Leszámolás... Második zászlós
- Molnár Ferenc: A hattyú... Ágh Miklós
- Karel Čapek: Fiaim... Kornél
- Roger Vailland: Foster ezredes bűnösnek vallja magát... Jack Dulles
- Balázs Sándor: Érettségi után... Orlai, Szőllősi titkára
- Edmond Rostand: Cyrano de Bergerac
- Prosper Mérimée: A művésznő hintaja... Martinez, az alkirály magántitkára

### Thália Színház
- Németh László: Gandhi... Pyarelal, Gandhi titkára
- Max Frisch: Andorra... Valaki
- Fejes Endre: Rozsdatemető... Ervin
- Marc Didier–Gaston Rullier: Az apáca... Destand abbé
- Rolf Hochhuth: A helytartó... Gyáros
- Tóth Ede: A falu rossza... Igazgató
- Thomas Mann: Fiorenza... Giovanni Pico herceg
- Thomas Mann: Mario és a varázsló... Elegáns úr
- Örkény István: Tóték... A lajt tulajdonosa
- Berrault–Gide: A per
- Alekszandr Nyikolajevics Osztrovszkij: Vihar... Sapkin
- Kazimir Károly: Tigris és hiéna... Zsember
- Darvas József: Zrínyi... Salm Henrik
- Görgey Gábor: Komámasszony, hol a stukker?... K. Müller úr
- Ernest Hemingway: Akiért a harang szól... Augusto
- Euripidész: Bacchánsnők... Vak jós
- Szatmári Paksi Sámuel–Kazimír Károly: Bachus... Neptunus
- Iszaak Babel: Mária... Szuskin
- Pálfy József–Kazimir Károly: A magyar kérdés... H. Cabot Lodgne, az USA képviselője
- Max Frisch: Játék az életrajzzal
- Molnár Gál Péter: A planétás ember... Kinzelhuber, patikus
- Móricz Zsigmond: Légy jó mindhalálig... Sarkadi, tanár
- Joseph Heller: Irány New Heaven... A golfos
- Gosztonyi János: A nagy lehetetlen... Lajos
- Gosztonyi János: A néma énekesnő... Martini
- Fekete Sándor: Őserdei Szümpozion /vagyis Lakoma két terítékben... Usé Ja Go, a törzs szeme és füle
- John Milton: Elveszett paradicsom... Halál
- Roger Martin du Gard: A Thibault-család... Meynestrel, a pilóta
- Illyés Gyula: Bál a pusztán... Malomellenőr
- Kazimir Károly–Kristóf Károly: Bartókiána
- Franz Theodor Csokor: Isten veled Monarchia... Sokal, tüzérségi hadnagy
- Graham Green: A csendes amerikai... Joe
- László-Bencsik Sándor: Történelem alulnézetben... Bandur
- Galsai Pongrác: Egy hipochonder emlékiratai... Az orvos
- Mihail Solohov: Emberi sorsok... Danyila
- László-Bencsik Sándor: Anyaföld... Nádházi
- André Malraux: A remény... Tiszt
- Katona József: Bánk bán... Biberach
- Kellér Andor–Békeffi István–Kazimir Károly: Bal négyes páholy... Kacsóh Pongrác
- Czakó Gábor: Gang... Korbuly, lakóbizottsági elnök
- H. Barta Lajos: Nemzetközi gyors... Külkereskedő
- Simonffy András: A japán szalon... Vörös János
- Karinthy Ferenc: Házszentelő... Rozsos Henrik
- Bulgakov: A Mester és Margarita... Arkagyij Afranius
- Fritz Hochwälder: A szent kísérlet... Carlos Gervazoni, Buenos Aires püspöke
- Fedor Ágnes–Szilágyi György–Rátonyi Róbert: Miss Arizona... Richter tábornok
- Tabi László: Pardon egy percre
- Németh László: Harc a jólét ellen... Berkes Miklós
- Mezei András: Magyar kocka...Tamás Vendel
- Gyárfás Miklós: Hangok komédiája... A másik színész
- John Steinbeck: Egerek és emberek... Candy
- Alekszandr Stejn: Ember és ember... Vörös Riadó
- Shakespeare: II. Richárd... Northumberland grófja
- Harsányi Zsolt: A bolond Ásvayné... Kárász körorvos
- Chase: Barátom, Harvey... Omar Gaffney
- Tamás István: A pápa és a császár... Pacca bíboros
- Molière: Gömböc úr... I. orvos

| - Ivan Kuprijanov: A XX. század fia... Zondajev - Gáspár Margit: Égiháború... Baldur vezérezredes - Móricz Zsigmond: Betyár... Cavalotti - Erwin Piscator: Amerikai tragédia... Gilbert Griffith - Nyikolaj Pogogyin: Arisztokraták... Varfolomej atya - Maurice Maeterlinck: Kék madár... Fény - Johann Wolfgang von Goethe: Kéz kezet mos... Alcest - Dosztojevszkij: Bűn és bűnhődés... Razumihin - Csokonai Vitéz Mihály: Tempefői... Muzsai - Kolozsvári Grandpierre Emil: A ló két oldala... Albert - Boldizsár Iván: Ferde torony... Csányi Gáspár, főmérnök | - Gogol: A revizor... Sztyepan Ivanovics Korobkin - Tennessee Williams: Macska a forró bádogtetőn... Doktor Baugh - Thornton Wilder: A mi kis városunk... Joe Stoddard - Arthur Miller: A salemi boszorkányok... Hawthorne bíró, a bíróság ügyésze - Molière: Tudós nők... Közjegyző - Victor Hugo: A királyasszony lovagja... Del Basto márki és Montazgo - Vian: Mindenkit megnyúzunk... Pap - Shaw: Segítség! Orvos!... Sir Colenso Ridgeon |

## Filmszerepei

### Játékfilmek
- A harag napja (1953) – Egon, mérnök
- Kiskrajcár (1953) – Miskei honfitársa
- Leszámolás (1953, rövid játékfilm)
- Fel a fejjel (1954)
- Az élet hídja (1955)
- Egy pikoló világos (1955) – Bordás
- Különös ismertetőjel (1955)
- A csodacsatár (1956) – A futball csapat másik tagja
- Keserű igazság (1956)[13]
- Két vallomás (1957) – Erzsi anyjának férje
- Csempészek (1958) – Határőr
- Fekete szem éjszakája (1958) – Károly
- Felfelé a lejtőn (1958) – Pubi
- Tegnap (1958)
- Álmatlan évek (1959)
- Fapados szerelem (1959)
- Merénylet (1959)
- Pár lépés a határ (1959)
- Alázatosan jelentem (1960)
- Csutak és a szürke ló (1960)
- Fűre lépni szabad (1960) – Női fodrász
- Alba Regia (1961) – Helmuth
- Megöltek egy leányt (1961) – Főhadnagy
- Mindenki ártatlan? (1961)
- Négyen az árban (1961) – Pilot
- A kilencvennégyes tartálykocsi (1962, rövid játékfilm)
- Isten őszi csillaga (1962)
- Legenda a vonaton (1962) – Monostori
- Sínek között (1962, rövid játékfilm)
- Fotó Háber (1963) – Ügynök II.
- Meztelen diplomata (1963) – Schmith
- Másfél millió (1964) – Rokon
- A tizedes meg a többiek (1965) – Tábori csendőr
- Szegénylegények (1965) – Kakastollas II.
- Ketten haltak meg (1966) – Bizottsági tag II.
- Jaguár (1967) – Felügyelő
- A veréb is madár (1968) – Külkeres II.
- Hazai pálya (1968) – Csapattag III.
- Az örökös (1969) – Banktisztviselő
- Érik a fény (1970) – Paja
- Hahó, Öcsi! (1971) – Férfi az óragyárnál
- Ártatlan gyilkosok (1973) – Nyomozó I.
- Hét tonna dollár (1973) – Megyei küldött
- Amerikai anzix (1975) – Kártyázó férfi Lajos Funddal a Tiszti Kaszinóban
- A néma dosszié (1978)
- Égigérő fű (1979) – Hivatalvezető
- Kojak Budapesten (1980) – Katona
- Itt a szabadság! (1990)
- A három testőr Afrikában (1996) – Du Surenne márki

### Tévéfilmek
- Egy ablak világít (1959) – Pista
- Vihar a Sycamore utcában (1959) – Férfi I.
- A szerző ma meghal (1961) – A Buff and Bluff embere
- Ahány ház, annyi rejtvény 1-6. (1962)
- Falusi idill (1962)
- A Tenkes kapitánya 1-13. (1963) – Labanc tiszt I.
- Prakovszky, a siket kovács (1963) – Nemes zöptaui Dubek Antal
- Rendszáma ismeretlen (1963) – Szitányi Gábor
- Fájó kritika (1964) – A TAXI utasa
- Két találkozás (1964)
- Törékeny boldogság (1965) – Dódi
- A száguldó riporter elindul… (1966)
- Benda színész és a többiek (1966)
- Hétköznapi történet 1-2. (1966)
- Példázat – 6. rész: Tiszta ügy (1966)
- A százegyedik szenátor I. (1967)
- Az ördögök teste (1967)
- Budapesten harcoltak (1967)
- Mélyrétegben (1967)
- Postaláda (1967) – Lajos, a gyógyszerész
- Úton (1967)
- Bors I. (1968) – Isztóczy István, főhadnagy
- A 0416-os szökevény (1969) – Paul első embere
- A kormányzó (1969) – Kozlov
- Holnap reggel (1969) – Kapitány
- Szerencsés álmokat! (1969)
- Volt egyszer egy borbély (1969) – Baric
- Az utolsó ítélet (1970)
- Egy óra múlva itt vagyok… (1971) – Rendőrtanácsos
- Villa a Lidón 1-4. (1971)
- Régi idők mozija (1971)
- Burok (1971)
- A vízimalom (1973) – Uraság
- Átmenő forgalom (1973)
- Zrínyi 1-3. (1973) – Reiningen
- Felelet 1-8. (1974) – Nyomozó
- Felnőttek (1974)
- Kaputt (1974)
- A szélhámos (1975) – Trevino
- Keresztút (1975) – Nagy ezredes
- Mesélő városok 1-3. (1975-1979) – Holmes; Vrzal alezredes
- Százéves asszony (1975) – Sós (XXIII. ker. tanács vb. elnöke)
- A cárné összeesküvése (1976) – Andronyikov
- Állványokon (1976) – A garázstulajdonos
- Isten malmai (1976)
- Megtörtént bűnügyek II. (1976) – Pincér
- Robog az úthenger 1-6. (1976) – Jancsi
- A 78-as autóbusz útvonala (1977) – Farsang, termelési osztály
- Az isztambuli vonat 1-4. (1977) – Tőrös
- Az elefánt (1978) – Sáfrány
- Az eltűnt miniatűr (1978)
- Bűnügy lélekelemzéssel (1978)
- Második otthonunk 4-5. (1978)
- Bűnügy, lélekelemzéssel (1979)
- Fegyverletétel (1979) – Róth
- Rablók (1979)
- Családi kör (1980-1981)
- A hátvéd halála és feltámadása (1981) – Palkó apja
- Gyilkosság a 31. emeleten (1981) – Az egyik igazgató
- Ha majd mindenünk meglesz… (1981) – Maros Lajos
- Megbízható úriember (1981)[14] – Mr. Sawyer
- Sóder (1981)
- A 78-as körzet 1-6. (1982) – Kertész elvtárs
- Halál (1983)
- Holtak hallgatása – Requiem egy hadseregért (1982)
- II. József császár (1982) – Hatzfeld
- Két férfi az ágy alatt (1983) – Borisz kapitány
- Mint oldott kéve 1-7. (1983) – Követségi tisztviselő
- Erkölcstelen történet (1984)
- Kaviár és lencse (1984) – Alexis
- Spanyolul tudni kell (1984) – Bokodi
- Kémeri 1-5. (1985) – Fehér Szarvas bajtársi egyesület második tagja
- Charley nénje (1986) – Brasset
- Szomszédok (1987-1999) – Veres József
- Új Gálvölgyi-show (1991-1994)
- Előjáték Lear királyhoz (1992) – Fodrász
- Kutyakomédiák 1-2. (1992) – Ügyész
- Öregberény (1993-1994) – Dr. Kamarás
- Aranyoskáim (1996)
- A templom egere (1998) – Félix
- Hóesés Vízivárosban (2004) – Tipsi bácsi

### Rajzfilmek
- Kukori és Kotkoda I. (1970) – Hattyú (hang)
- Mézga Aladár különös kalandjai (1972) – További szereplők (hang)
- Macskafogó (1986) – Gengszter macska #1 (hang)
- A hercegnő és a kobold (1991) – A koboldok királya (hang)

## Hangjáték
- Alena Bernasková: Seherezádé részvénytársaság (1954)
- Pietro di Donato: Ezer dollár (1958)
- Dold-Mihajlik: Ordasok között (1961)
- Gellért Endre: A felső tízezer (1967)
- Kuncz Aladár: A fekete kolostor (1967)
- Giles Cooper: A sültgalamb (1968)
- Tom Stoppard: Albert hídja (1969)
- Anton Pavlovics Csehov: A szirén (1970)
- Falusi délután-Pipaszó mellett (1970)
- Kucsajev, Andrej: Vakleszállás (1970)
- Sós György: A szürke autó utasai (1970)
- Theodor Weissenborn: Hősi példa (1971)
- Stendhal: A besanconi vádlott (1972)
- Csokonai Vitéz Mihály: A Cultura (1973)
- Mándy Iván: Üres osztály (1974)
- Gyurkovics Tibor: Óriáskifli (1975)
- Hemingway, Ernest: Tengeren (1975)
- Szamuil Aljosin: Ranglétra (1976)
- John Arden: Zsákos ember terhe (1977)
- Lope de Vega: Sevilla csillaga (1977)
- Rákosy Gergely: Csak egy csap (1977)
- Bertha Bulcsu: A szeptemberi vendég (1978)
- Boldizsár Iván: Csizma és szalonna (1978)
- Illyés Gyula: Beatrice apródjai (1978)
- Knight, Eric: Gyere haza, Lassie! (1978)
- Kosztolányi Dezső: Az ezredesné sebe (1978)
- Voltaire: A vadember (1979)
- Felsenstein, Annelise: Hétköznapi varázslat (1982)
- Mikszáth Kálmán: Akli Miklós (1982)
- Bárány Tamás: Egy boldog família (1983)
- Mándy Iván: Lebontott világ (1984)
- Mándy Iván: Alagsori tárlat (1985)
- Rideg Sándor: Indul a bakterház (1985)
- Mándy Iván: Ismerkedő (1986)
- Nemes István: Rallye (1986)
- P. G. Wodehouse: P. G. Wodehouse meséli (1986)
- Vlagyimir Maskov: Miből lesz a csodagyerek? (1986)
- Juhász István: Mit merészel Kovács úr? (1988)
- Krúdy Gyula: A vörös postakocsi (1988)
- L'ubomír Feldek: Jánosik a la Couperin (1988)
- Alexandre Dumas: A fekete tulipán (1989)
- Jules Verne: A tizenöt éves kapitány (1989)
- Mihail Bulgakov: Színházi regény (1992)